# Sonic Drift 2
Sonic Drift 2   (ソニック ドリフト ２?) (lanzado en Europa como Sonic Drift Racing) es un videojuego desarrollado por Sonic Team para el sistema de entretenimiento informático Game Gear, y distribuido por SEGA en marzo en Europa, y concretamente el 17 de marzo de 1995 en Japón. En Estados Unidos se lanzó en noviembre del 1995.
Es el primer videojuego de Sonic de carreras que se lanzó en Europa y Estados Unidos, ya que la protosecuela, Sonic Drift, se lanzó en la misma plataforma pero en exclusiva para Japón.

## Desarrollo o sistema de juego
Este videojuego es del género de las carreras, el cual tiene como objetivo llegar a la meta en la primera posición. Las carreras son a tres vueltas, no pudiéndose cambiar este parámetro en ninguno de los modos de juego. Los modos de juego son los siguientes:
- Chaos GP:[5] Hay tres tipos de torneo, Purple (que correspondería a circuitos de trazados sencillos), White (que engloba a circuitos de trazados de dificultad media) y Blue (que reúne trazados más complejos). En los tres torneos, el jugador que obtenga más puntos al finalizar las seis carreras de las que consta cada torneo es el vencedor.

- Free Run:[5] Permite al usuario jugar libremente en una carrera. Este modo consta de varias opciones:[6]
  - Run: Inicia la carrera con los parámetros establecidos por el jugador.
  - Course: En esta opción, el jugador selecciona un circuito entre los disponibles.
  - Driver: Aquí, el usuario selecciona el personaje con el que desea disputar la carrera.
  - Result: Al seleccionar esta opción, aparece una pantalla con el registro de la carrera que ha disputado el jugador en la pista seleccionada la última vez que la disputó.
  - End: Sale del modo Free Run.

 Permite jugar con otro jugador que tenga otra videoconsola Game Gear con el mismo juego. El elenco de opciones es el mismo que en el modo Free Run. 
- Options:[5] Presenta las siguientes opciones:
  - Sound:[5] Permite escuchar la banda sonora del juego.
  - Level:[5] Configura el nivel de inteligencia de los oponentes entre Normal y Hard (difícil).

## Personajes
En Sonic Drift 2, hay 7 personajes disponibles desde un principio, que son Sonic the Hedgehog, Tails, Knuckles, Doctor Eggman, Metal Sonic, Amy, y Fang the Sniper, no existiendo ningún otro personaje para desbloquear oculto. Entre ellos hay leves diferencias en sus características, y disponen de movimientos especiales, que se activan al coger determinados rings en una carrera, gastándose un número determinado de ellos al usarse. Para usarlos, se ha de pulsar el botón arriba. A continuación, se expone la tabla de movimientos:
| Personaje   | Coche                | Movimiento | Gasto de anillos |
| ----------- | -------------------- | --- | ---------------- |
| Sonic       | Cyclone.             | Realiza un Spin Dash que acelera su coche durante un breve período.                                                                                       | 2                |
| Tails       | MTP-02 Whirlwind S7. | Realiza un salto que le mantiene en el aire de manera prolongada.                                                                                         | 2                |
| Knuckles    | Tempest.             | Realiza un salto que le mantiene en el aire de manera prolongada. Si ejecuta el movimiento cerca de un oponente, le parara de forma brusca con sus puños. | 2                |
| Amy         | Breeze.              | Lanza un corazón sobre la pista que, si lo toca un rival, le hace aminorar su marcha durante un breve período.                                            | 2                |
| Fang        | Marvelous Queen.     | Lanza una bola de grandes proporciones que, si lo toca el rival, le para de manera brusca.                                                                | 2                |
| Robotnik    | Egg Typhoon.         | Deja una bomba que, si lo toca el rival, le para de manera brusca.                                                                                        | 2                |
| Metal Sonic | Blue Devil.          | Hace un Spin Dash más poderoso que el de Sonic, lo que le hace acelerar mucho más durante un breve período.                                               | 3                |

## Objetos
En cada carrera, el jugador se encuentra con una serie de objetos que facilitan su paso por cada una de las carreras. El jugador, al coger uno de los tres monitores, no lo usa de manera inmediata, sino que para aprovecharse de sus efectos, ha de pulsar el botón arriba.
- Anillos: Al acumular un cierto número de anillos, se le permite al jugador usar el movimiento especial del personaje escogido. Si choca contra un obstáculo, el contador de anillos disminuye en 1 unidad.
- Monitor amarillo:[15] Al usarlo, permite al personaje saltar durante un breve período.
- Monitor rojo:[15] Al usarlo, hace que el jugador acelere más durante un breve período.
- Monitor negro:[15] Al usarlo, deja una bomba en la pista que, si la toca un rival, lo detiene de una manera brusca.

## Carreras
En el videojuego, hay un total de 18 carreras, las cuales están distribuidas en tres grupos. Estos tres grupos son los torneos que hay en el videojuego. Las carreras son las siguientes:

### En Purple GP
- Emerald Hill 1: En el fondo se ve una especie de paisaje de hierbas verdes, con alguna catarata. El obstáculo presente en los alrededores de la zona es una palmera de hojas azules.
- Hill Top 1: En el fondo, hay una especie de meseta de color azul. En el trazado, hay una especie de baches y algunos enemigos, que son escarabajos. El obstáculo presente en los alrededores de la zona es un pino de hojas azules.
- Dark Valley 1: Se ambienta por la noche, en el fondo se puede divisar montañas de color marrón. Algunas veces, el trazado se corta, teniendo el jugador que usar un muelle que aparece antes del corte. Si el jugador se sale del trazado, se cae de éste. El obstáculo presente en los alrededores de la zona es una especie de piedra.
- Casino Night: Se ambienta también por la noche, el fondo representa un parque de atracciones colorido. La zona se caracteriza por poseer multitud de obstáculos, como rebotadores, una bola blanca con la letra R que, al cogerla, desestabiliza al jugador, trampolines y una estrella de plata que al cogerla, hace que la pantalla emita un destello blanco.
- Desert Road 1: En el fondo se divisan unas montañas. El obstáculo de la zona son los cactus de color azul. Algunas curvas de este trazado hay que tomarlas de una manera especial.
- Iron Ruin:Zona de tonos rojizos, el fondo representa una fábrica, siendo el obstáculo de la zona unas especies de estatuas metalizadas.

### En White GP
- Desert Road 2: El ambiente es exactamente el mismo que el Desert Road 1 de Purple GP, con la diferencia que aquí no hay ninguna curva para tomarla de manera especial, pero sí en dos fragmentos de la zona, hay unos túneles de pared gris por el que el jugador debe pasar.
- Rainy Savanna: Se ambienta en una noche, en el fondo se pueden divisar unas montaña, donde cae una intensa lluvia. La zona de los lados es hierba de color verde, y el objeto que aparece al lado son árboles de hojas azul oscura. De vez en cuando, la pantalla se vuelve blanca a consecuencia de los rayos.
- Ice Cap: Zona ambientada en un campo nevado, el color que predomina en toda la zona son las tonalidades grisáceas y blancas. Al fondo, se puede ver una especie de montes. El obstáculo de la zona son una especie de pilares de color blanco.
- Hill Top 2: La ambientación es exactamente igual que Hill Top 1 de Purple GP.
- Mystic Cave: Se ambienta en un túnel de tonalidad marrón, con algunos toques de azul en los bordes de la carretera y pared. A veces, en mitad de la carretera, aparecen llamas de fuego que, al tocarlas, hace que el jugador pierda el control del vehículo.
- Emerald Hill 2: La ambientación es exactamente igual que Emerald Hill 1 de Purple GP.

### En Blue GP
- Dark Valley 2: Presenta la misma ambientación que la zona Dark Valley 1, aunque en la presente no hay ningún obstáculo.
- Quake Cave: Presenta casi la misma ambientación que Mystic Cave de White GP, variando el color de los bordes de la carretera y pared que son en este caso rojos.
- Balloon Panic: Zona ambientada en un área oceánica festiva, donde predominan en el cielo múltiples globos de diversos colores y algunos valles de tonalidades marrón claro. El obstáculo de la zona son unas banderas de color rojo y mástil negro.
- Emerald Ocean: Se ambienta en un extenso océano que bordea a una isla, donde la carretera está sobre el nivel del mar. Es por ello que, en los laterales y de fondo, únicamente se ve dicho mar, aunque en este último también se pueden observar una pequeñas islas en el horizonte. No hay obstáculos presentes en la zona.
- Milky Way: Una pista situada en el espacio exterior, con numerosas estrellas y planetas de diferentes tonalidades y tamaño. En algunas partes del circuito se observa cómo van moviéndose alrededor una especie rara de meteoritos. Como obstáculo de la zona está una estructura azul. Al fondo, se puede divisar la Death Egg, la gran nave espacial de Robotnik, meta de este circuito.
- Death Egg: La Carrera discurre en el interior de la nave más perfecta de Robotnik. El circuito está ubicado en un complejo industrial de noche, con numerosas lucecitas de colores diversos. Alrededor de la pista, hay una especie de soportes grises con las mencionadas luces. El obstáculo de la zona son postes electrificados.

## Relanzamiento
Sonic Drift 2 se incluyó como un juego adicional oculto en el videojuego Sonic Adventure DX para GameCube y PC. Para desbloquearlo, hay que reunir 130 emblemas.
También se incluyó en el recopilatorio Sonic MegaCollection Plus lanzado para PlayStation 2 y GameCube, aunque en este caso, está disponible desde un principio.

## Curiosidades
- Emerald Hill, Casino Night, Hill Top, Mystic Cave y Death Egg son nombres de zona del videojuego Sonic the Hedgehog 2 de la versión de Megadrive. Aparte del nombre, también comparten en cierto modo la ambientación.